# Ставкірка з Гуля

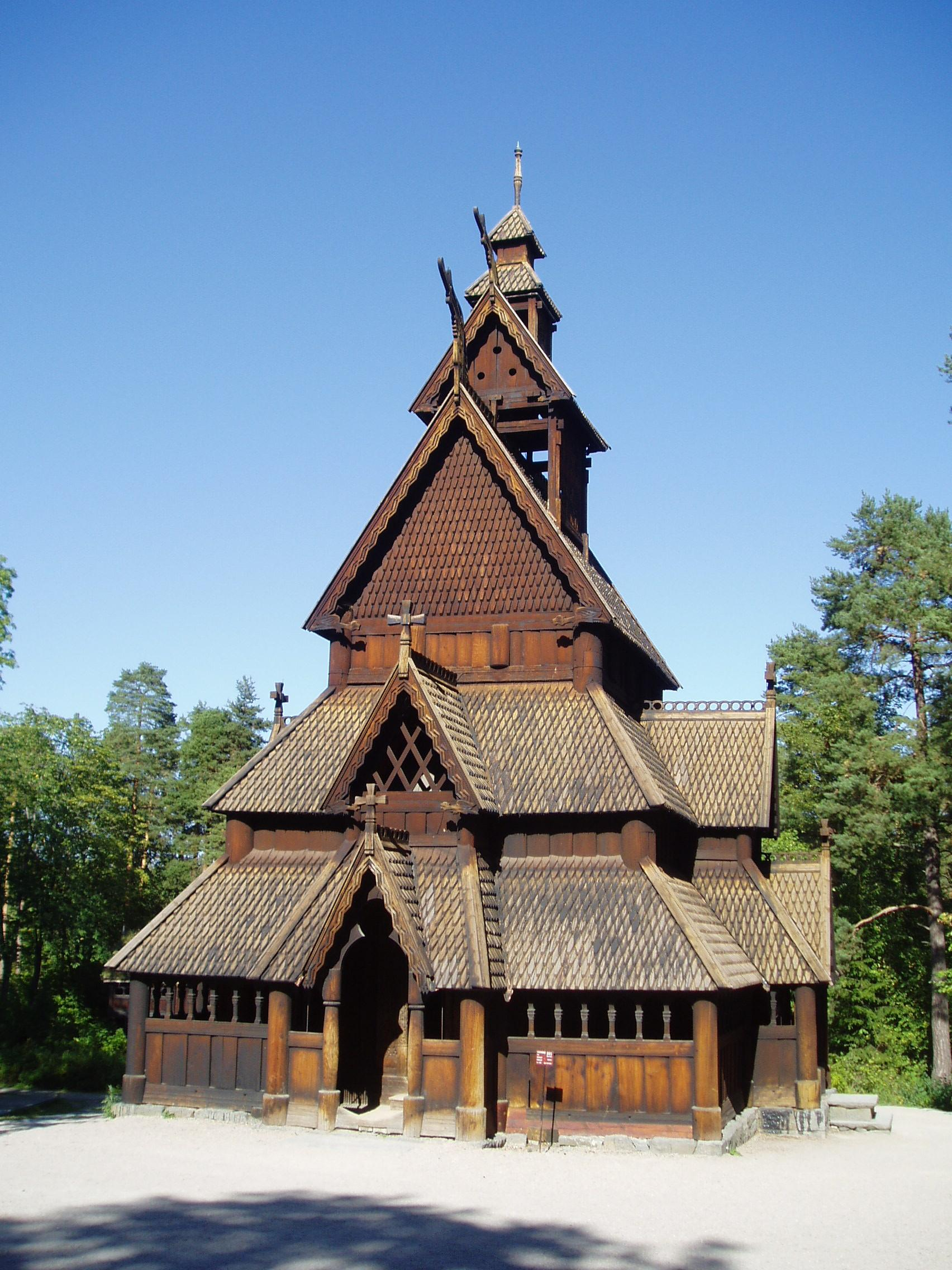
Ставкірка з Гуля

59°54′29″ пн. ш. 10°41′00″ сх. д. / 59.90800671379° пн. ш. 10.683345794678° сх. д.
Ставкірка з Гуля (норв. Gol stavkirke) — одна з небагатьох збережених каркасних церков Норвегії. Дата будівництва за дендрохронологічним дослідженням визначається як 1212 рік, хоча є давніші деталі конструкції. Церква була побудована в теперішній комуні Гуль у фюльке Бускеруд, Норвегія. Близько 1880 року церква стала занадто мала для міста, і муніципалітет вирішив знести церкву і на її місці побудувати нову. Церква була врятована Товариством збереження норвезьких культурних пам'яток і королем Швеції і Норвегії Оскаром II. Церква в 1885 році була перенесена на півострів Бюгде біля Осло і відреставрована, при цьому був відновлений вигляд, який церква могла мати до Реформації. З 1884 року церква є власністю короля Норвегії, проте є в Норвезькому музеї історії культури (відкрився в 1907 році) й доступна для відвідування публіки. Існують також чотири репліки цієї церкви, дві в Норвегії (одна з них у Гулі) і дві в США.

## Історія

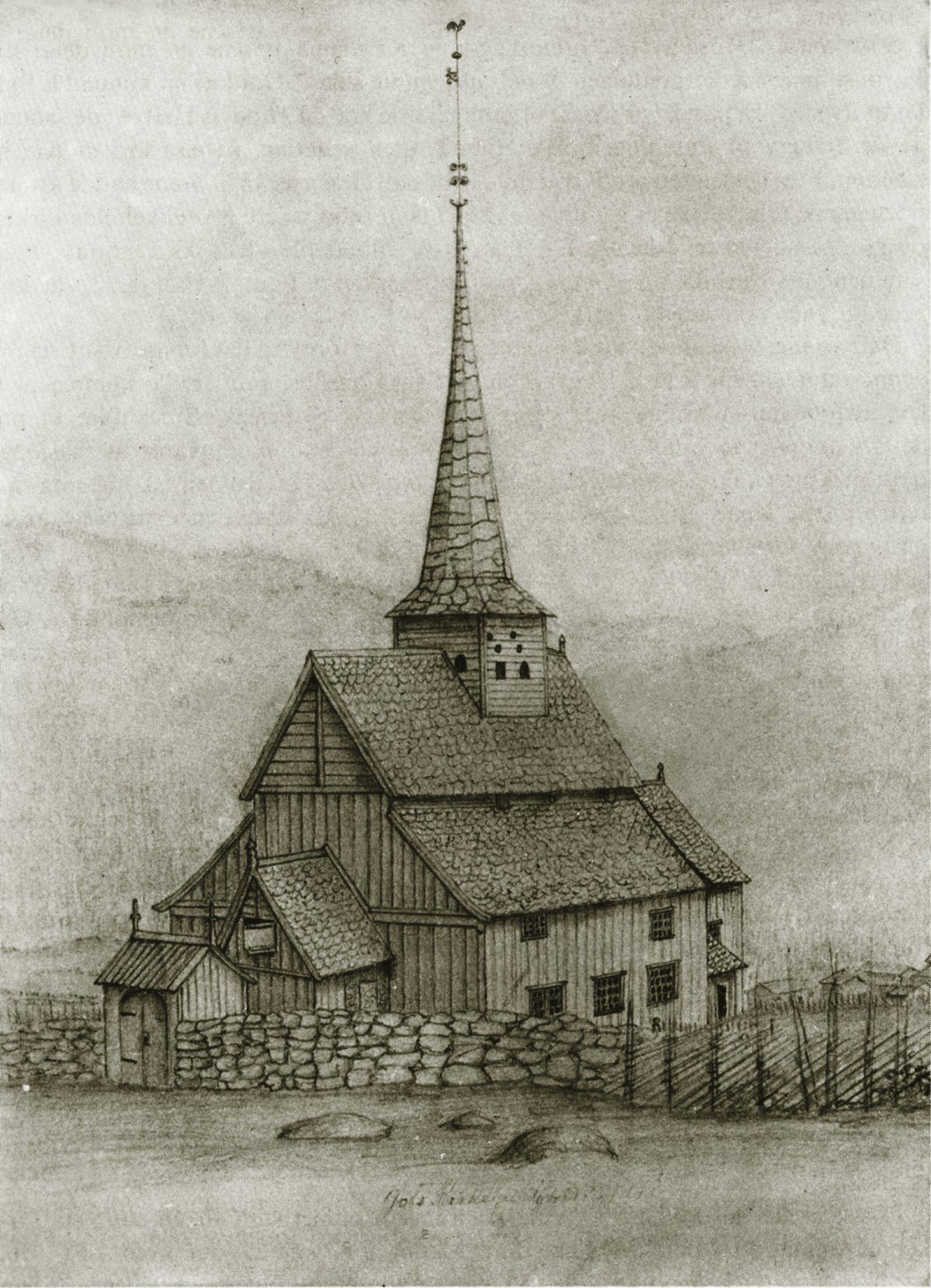
Ставкірка в Гулі, малюнок Й. Н. Прам, 1846 рік

Церква спочатку називалася нюн. Garðar kirkja і стояла приблизно за 500 м на південний захід від місця розташування нинішньої церкви в Гулі. Багато деталей будови церкви схожі на ставкірку в Гегге, можливо, вони були побудовані тим самим майстром. Припускають, що церква зберігала початковий вигляд до 1600-х років, з галереєю навколо нефа і хором. У 1694 році була зроблена перебудова споруди, зокрема, було додано вікна. Близько 1730 року була побудована галерея на північній стороні нефа, а потім повністю перебудований хор. Однак матеріали, що збереглися при розбиранні хору, були використані на будівництві нового хору, що згодом істотно допомогло реставрації при перенесенні церкви. У 1802—1803 роках церква була розширена, галерея навколо хору демонтована, західний портал повністю перебудований.
В кінці 1870-х років, коли муніципалітет Гуля ухвалив рішення про будівництво нової церкви, Товариство збереження норвезьких культурних пам'яток спочатку спробувало домовитися про залишення церкви на старому місці, а коли це не вдалося, викупило будівлю церкви за 200 крон за умови, що після закінчення будівництва нової церкви вона буде переміщена. Спочатку товариство не знало, куди зможе перемістити церкву, але потім в 1881 році частину королівського історичного зібрання було розміщено на Бюгде, і Товариство звернулося до короля, вказавши, що за передплатою зібрано лише 387 крон, а повна вартість перенесення церкви — 6500 крон. Король повністю взяв на себе витрати з перенесення церкви на нове місце, і право власності на церкву перейшло до нього.